# 安藤守就
安藤 守就（あんどう もりなり）は、戦国時代から安土桃山時代にかけての武将。美濃国北方城主。西美濃三人衆の一人。姓は安東とも表記される。

## 生涯

### 斎藤氏家臣
文亀3年（1503年）、安藤守利（定重）の子として誕生。美濃安藤氏は元々伊賀姓を称しており、守就も伊賀伊賀守など時に伊賀姓も名乗った。
はじめ土岐頼芸に仕えていたが、美濃国が斎藤道三によって奪取されると、道三の家臣として仕えた。稲葉良通や氏家直元らと並んで西美濃三人衆と称されたという。村木砦の戦いに際しては、道三の家臣として織田信長の援軍として派遣され、那古野城に在城したこともある。
弘治2年（1556年）の道三とその子・斎藤義龍の抗争（長良川の戦い）では義龍に協力している。
義龍の死後は斎藤龍興に仕えた。しかし龍興が一部の重臣だけを寵愛して守就を初めとする三人衆らを遠ざけたため、諫言したが聞き入れられなかった。このため永禄7年（1564年）2月6日白昼、娘婿の竹中重治と稲葉山城（のちの岐阜城）を攻撃し、斎藤飛騨守以下六名を殺害した。城主斎藤龍興は戦わずに城下に放火し退城した。

### 織田氏家臣
永禄7年（1564年）2月7日、守就は立政寺に禁制を与えている。この禁制で「伊賀守 無用」と称していることから、守就自ら、斎藤家に対して無用の家臣となったことを公に示したものである。あるいは若年の斎藤龍興では、己と一族子孫の生涯を任せられる主たりえない、といった意味も含まれているのかも知れないとされている。
永禄10年（1567年）、信長の美濃侵攻軍に対して他の三人衆らと共に内応し、そのまま信長の家臣として仕えた。その後は永禄11年（1568年）の上洛戦、元亀元年（1570年）の姉川の戦いなどにも参加している。元亀2年（1571年）の伊勢長島攻めでは三人衆の氏家直元が殿を務めて戦死しているが、守就もこの戦闘に参加しており負傷している。
永禄11年（1568年）11月16日付で、守就が曲直瀬道三に発給した書状によると、上洛した際に道三と面識を有し、道三の世話になったようである。帰国後も名残惜しく、以後一層の交流を望んでいる様子が窺える（『曲直瀬家文書』）。このような道三との緊密な交友を図る守就の意中には、道三の卓越した政治見識を学び、中央の政局と信長の内情を探ろうとする目的があったのではないかとされている。
以後も、天正元年（1573年）の槇島城攻め、同年8月の越前朝倉攻め、天正2年（1574年）7月の伊勢長島一向一揆の殲滅戦、同年4月の石山本願寺攻めなどの諸戦に信長直属の部隊として参加。4月末に義昭と信長家臣との間で起請文が交わされた。義昭が宛てた家臣の内訳は佐久間信盛・滝川一益・塙直政で、信長側の発給者は林秀貞・佐久間信盛・柴田勝家・稲葉一鉄・安藤守就・氏家卜全・滝川一益である。天正3年（1575年）に信長が子・織田信忠に家督を譲り、美濃衆のほとんどが信忠の下に付けられた後も、信長直属の立場であった。
天正5年（1577年）8月には柴田勝家の援軍として加賀に出陣、天正6年（1578年）5月には、羽柴秀吉の中国攻めの援軍として播磨国神吉城攻めへ出陣、同年11月には信長に謀反した荒木村重の有岡城包囲戦にも参加と、各地を転戦し続けている。

### 織田家追放と最期

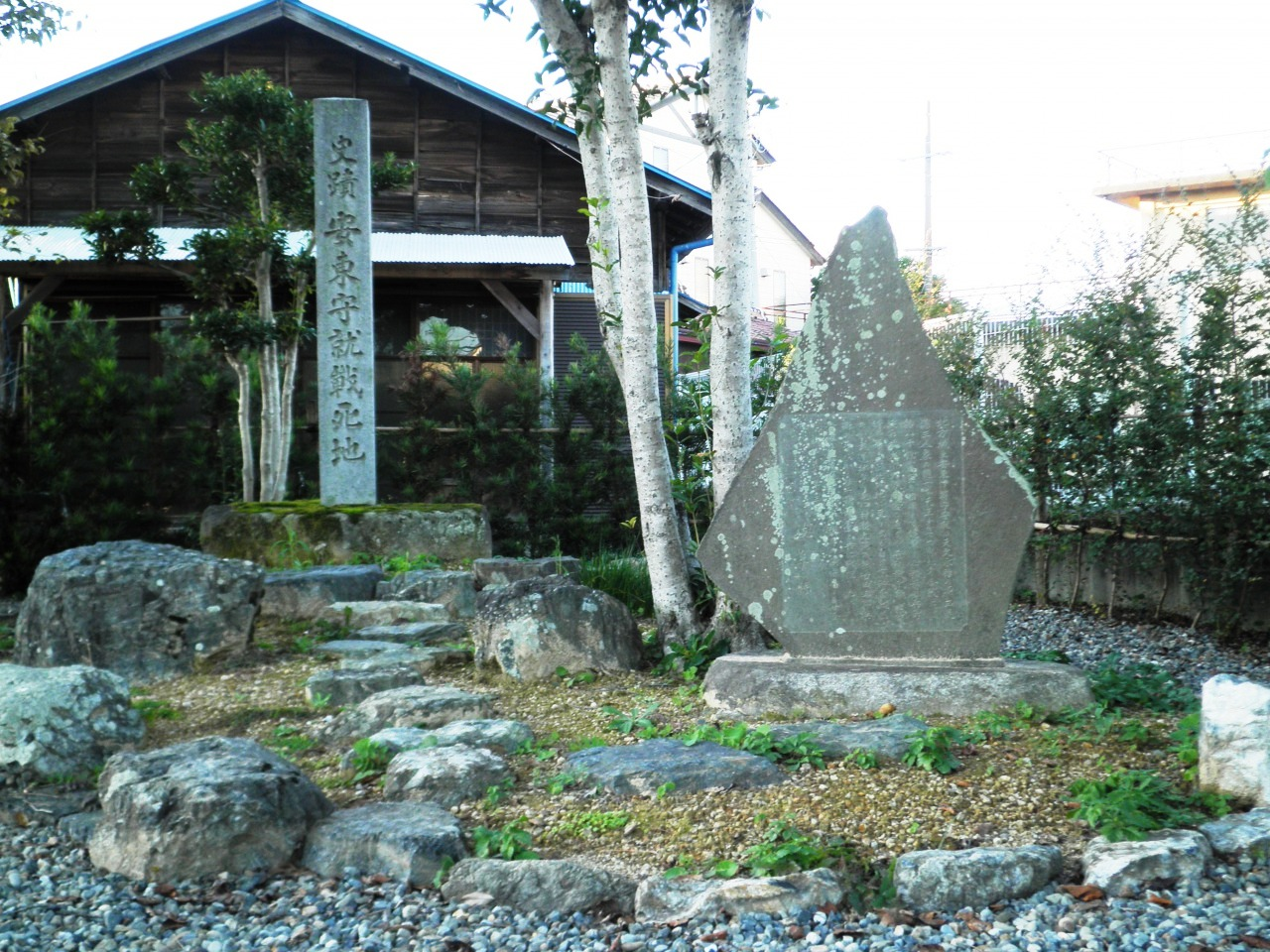
安東守就戦死地（岐阜県本巣郡北方町）

天正8年（1580年）8月、突如、信長に野心ありとの嫌疑をかけられ、林秀貞、丹羽氏勝と共に粛正の対象となり追放される。この要因は美濃・尾張を拠点とする信長にとって、かつての仇敵であり、美濃に勢力を張ってきた守就の存在が穏やかでなかったからであるとも推測される。『信長公記』には林、丹羽を含めた三名の追放の理由として「先年信長公御迷惑の折節、野心を含み申すの故なり（先年、信長公が苦闘を重ねていた折、それに乗じて野心を含んだためであった）」とのみある。
天正10年（1582年）6月2日、本能寺の変が起こり、信長が明智光秀により討たれると、守就は子・定治と共に挙兵して北方城を奪い、再起を試みた。しかし当時の北方城の領主・稲葉一鉄（良通）に攻められ敗北。6月8日に一族共に自害し美濃安藤氏は滅亡する。享年は80とされる（『稲葉家譜』）が、正確な生年は不明。
なお、天正8年（1580年）8月に末弟・郷氏も又、放逐されて同10年（1582年）6月8日に兄共々誅伐されているが、当時幼かった子・可氏は後に母の弟にあたる山内一豊に近江長浜時代から仕え、姓を山内に変えながら明治時代まで続いた。また、守就の八男郷忠も土佐藩士として系譜を保った。

## 系譜
- 曾祖父：伊賀光就（太郎左衛門）
- 祖父：伊賀定就（伊賀守・出羽守・輝郷）
- 祖母：梶原氏
  - 父：伊賀定重（伊賀守・出羽守・時郷）
  - 母：稲葉良通の伯母

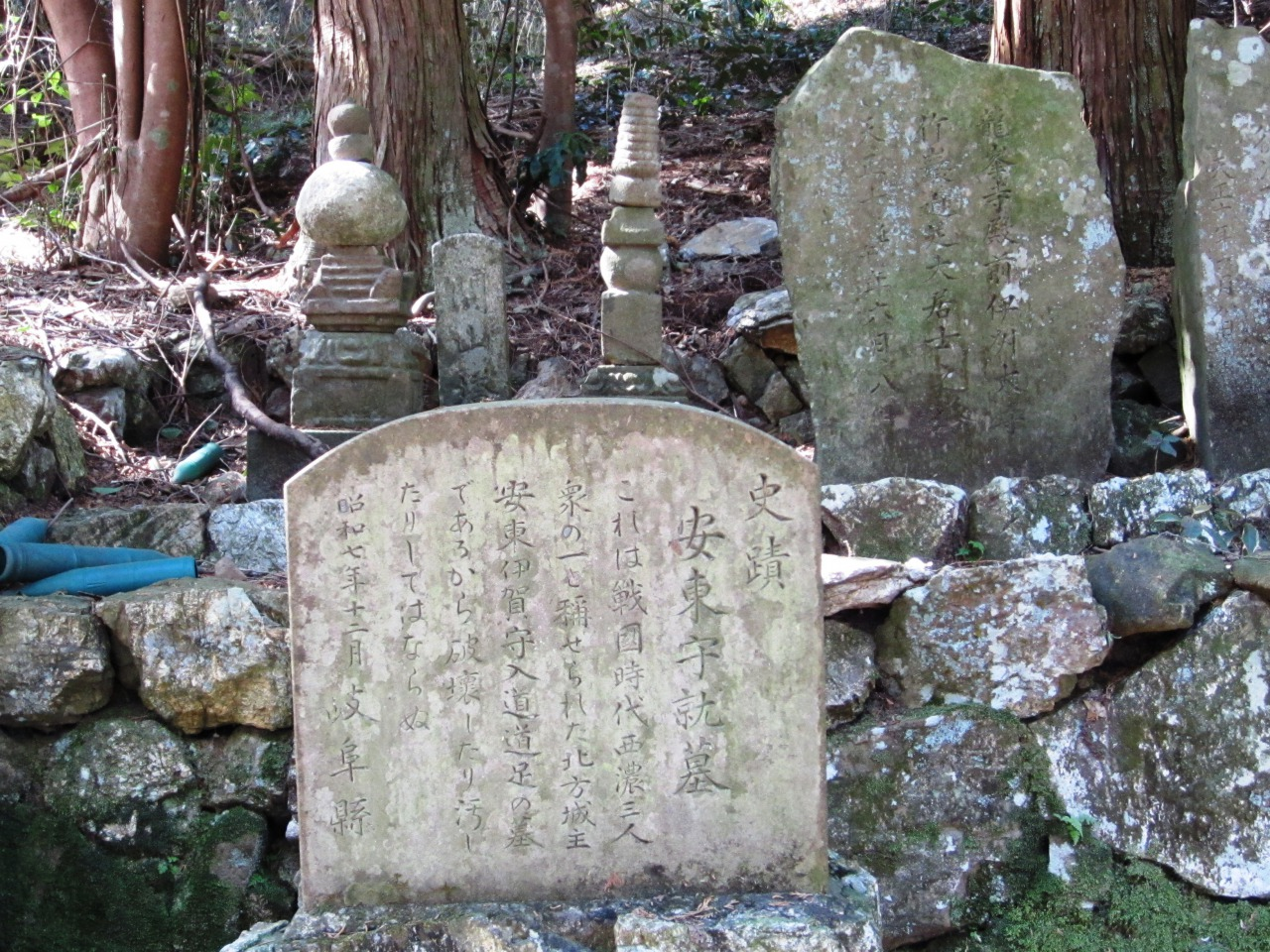
安東守就墓（岐阜県岐阜市龍峰寺）

    - 本人：安東守就（伊賀守・定次・友郷・守就）
      - 長男：安東郷良（平左衛門尉）
        - 孫：安東忠四郎

      - 二男：安東郷利（右衛門佐）小右衛門
      - 三男：安東郷春（勘左衛門）
      - 四男：安東守吉（太左衛門）
      - 五男：安東定郷（二郎左衛門）- 長井隼人の養子となる
      - 六男：安東賢郷（半十郎・蒲生将監）
      - 七男：安東郷純（三右衛門）
      - 八男：安東郷忠（源次）- 土佐藩（宿毛与力）
      - 長女：木下勘解由室
      - 二女：竹中重治（半兵衛）正室
      - 三女：遠藤慶隆（但馬守）正室

    - 弟：安東頼郷（出市）湖叔宗栄？
    - 弟：安東郷重（十蔵）湖叔宗栄？
    - 弟：安東郷氏（太郎左衛門）守重
    - 郷氏室：山内盛豊の娘（山内一豊の姉）
      - 甥（嫡男）：山内可氏（左衛門佐）- 土佐藩家老（宿毛領主）
      - 甥（二男）：安東次左衛門
      - 甥（三男）：安東参次 - 毛利元隆の養子となる
      - 姪（長女）：深尾重良（和泉）室
      - 姪（二女）：乾和信（山内彦作）室
      - 姪（三女）：広瀬之為（惣兵衛）室
      - 姪（四女）：毛利源吾室

    - 妹：金森長近（五郎八）室
    - 妹：西尾豊後守室
    - 妹：島木金兵衛室
    - 妹：改田伝右衛門尉室

結城秀康の家臣で、関東時代から仕えた高屋越後は、安藤守就の三男だったが美濃の高屋氏の養子となって高屋姓を名乗った、とされている。福井藩に属し大坂の陣にても武功を挙げているが、次代で断絶している。
石田三成の家臣で、関ヶ原の戦いで戦死した蒲生将監は、安藤守就の弟であった、とされている。斎藤氏の滅亡後に一旦は出家して宗斎と名乗ったが、後に蒲生氏郷に仕えて九州征伐での功績によって蒲生の名字を与えられたという。氏郷が会津を与えられると、将監も七千石を与えられる（『蒲生家支配帳』）が、氏郷死後の混乱によって浪人となり、三成に仕官したという。

## 登場作品
テレビドラマ
- 戦国疾風伝 二人の軍師 秀吉に天下を獲らせた男たち（2011年、演：伊吹吾郎）
- 功名が辻（2006年、演：宇納侑玖）
- 秀吉（1996年、演：塚本信夫）

漫画
- 戦国毒饅頭ハンベエ
- 信長の忍び（声：落合福嗣）

## 史料
- 『当代記』
- 『武家事紀』
- 『信長公記』
- 『宿毛市史』
- 岩村通俊『伊賀氏先世略記』
- 岩村通俊『法雲院君山内氏伝』